# Feng Mei-ying
Feng Mei-ying (chinesisch 馮美英; * 6. Oktober 1965) ist eine taiwanische Badmintonspielerin. 

## Karriere
Feng Mei-ying nahm 1989 und 1991 jeweils im Dameneinzel und im Mixed an den Badminton-Weltmeisterschaften teil. Bei allen vier Starts wurde sie 33. in der Endabrechnung. Bei der Senioren-Weltmeisterschaft O45 des Jahres 2011 gewann sie Gold im Doppel.

## Sportliche Erfolge
| Saison | Veranstaltung                  | Disziplin   | Platz | Name                           |
| ------ | ------------------------------ | ----------- | ----- | ------------------------------ |
| 1989   | Weltmeisterschaft              | Dameneinzel | 33    | Feng Mei-ying                  |
| 1989   | Weltmeisterschaft              | Mixed       | 33    | Chang Wen-sung / Feng Mei-ying |
| 1991   | Weltmeisterschaft              | Mixed       | 33    | Lee Mou-chou / Feng Mei-ying   |
| 1991   | Weltmeisterschaft              | Dameneinzel | 33    | Feng Mei-ying                  |
| 1993   | Hong Kong Open                 | Mixed       | 5     | Liu En-hung / Feng Mei-ying    |
| 2011   | Senioren-Weltmeisterschaft O45 | Damendoppel | 1     | Kang Chia-yi / Feng Mei-ying   |